# All Around the World (Jason Donovan-dal)
Az All Around the World című dal az ausztrál Jason Donovan 1993. július 26-án megjelent kislemeze az azonos címet viselő All Around the World című stúdióalbumról. Ez volt a 4. kimásolt kislemez az albumról. A dalt Nik Kershaw  írta, valamint a 7" inches kislemez B. oldalán található "Sweet Hello, Sad Goodbye" című dalt a Roxette frontembere Per Gessle írta,  és a dalt a Roxette is megjelentette 1991-ben.
A dal csupán a 41. helyre került az angol kislemezlistán. 

## Megjelenések
7"  Hollandia Polydor – 859 296-7
- A	All Around The World 4:20
- B	Sweet Hello, Sad Goodbye 4:39